# Neato Robotics
Neato Robotics è una compagnia che si occupa di robotica e ha la sede principale a San Jose in California e una sede in Italia a Milano. La compagnia è nota per la sua linea di robot aspirapolvere. La compagna è una sussidiaria indipendente della compagnia tedesca Vorwerk.

## Storia
Neato è stata fondata a Newark, in California nel 2005 da dei laureati all'università di Stanford ovvero Joe Augenbraun, Linda Pouliot e JB Gomez attraverso la sfida annuale di Stanford per l'imprenditoria.
Nel febbraio 2010, la compagnia ha rilasciato il suo primo prodotto, l'aspirapolvere robot XV-11.
Nel 2011, è stata sviluppata una versione migliorata del suo robot aspirapolvere grazie a un contratto da parte della sussidiaria tedesca Vorwerk Kobold e distribuito in germania con il nome di VR-100. In June, the company released the XV-15, a European version of the XV-11. In ottobre, la compagnia ha prodotto una versione bianca del XV-15 chiamata SV-12.
Nel 2012, Neato Robotics ha rilasciato il Neato XV-21, che incorpora alcune delle funzionalità precedentemente disponibili solo su Vowerk Kobold.
Nel 2013, Giacomo Marini imprenditore e ex co-fondatore di Logitech è stato nominato come CEO dell'azienda. In marzo, la compagnia ha annunciato dei nuovi modelli neri chiamati Signature XY e Signature Pro, che aumentavano la potenza di aspirazione.
Nel marzo 2014, Neato Robotics ha rilasciato una serie di modelli chiamata Botvac. Questo modello incorporava una spazzola rotante laterale precedentemente disponibile solo sui modelli Vorwerk Kobold in Germania.
Nel maggio 2015, la compagnia ha rilasciato la serie di robot più potente Botvac D. In September, the company released its Botvac Connected cleaner, the first robotic vacuum to feature Wi-Fi. Questa serie di robot ha anche sostituito le batteria NiMh con batterie agli ioni di litio e ha aggiunto anche un'app per telefono.
Nel novembre 2016, la compagnia ha integrato il controllo vocale di Amazon Alexa con i suoi robot connessi della serie Botvac.
Nel settembre 2017, la compagnia è stata definitivamente acquistata dalla tedesca Vorwerk, ma ha continuato a operare come una sussidiaria indipendente.
Il 1 gennaio 2018, Matt Petersen è stato nominato CEO.
A settembre 2019, Thomas Nedder è diventato CEO.
A marzo 2020, la compagnia ha cambiato la sua sede in un ufficio più grande a San Jose, California.
Il 4 settembre 2020, la compagnia ha annunciato una nuova linea di robot connessi chiamati D8, D9 e D10

## Descrizione del prodotto
I robot di Neato sono noti per la loro tipica forma a D, che gli permette di pulire bene anche gli angoli.
I robot di Neato puliscono percorrendo delle linee dritte invece che dei modelli navigazione randomici. I robot utilizzando un laser che scansiona ciò che gli è attorno a 360°, e il suo algoritmo SLAM permette ai robot di mappare le stanze che stanno per essere pulite. I suoi robot sono stati tra i primi a usare la tecnologia LiDAR, per permettere mappe fotografiche delle stanze e permettendo ai robot di navigare anche in assenza di luce.
Il robot di Neato ritorna sulla base quando la batteria è quasi scarica e ha dei sensori per prevenire la caduta dalle scalle. Nel caso in cui il robot venga utilizzato su un piano più grande rispetto a quanto possa riuscire a pulire con una carica della batteria, il robot è capace di tornare alla base per poi riprendere a pulire da dove ha lasciato durante l'ultima sessione, dopo aver ricaricato le batterie.
La serie Botvac Connected include anche Amazon Alexa, Google Assistant e la tecnologia IFTTT, in modo da supportare i controlli vocali. I suoi robot più nuovi sono controllati utilizzando un'app per smartphone. Le funzionalità dei robot di Neato possono essere aggiornate dai loro proprietari aggiornando il firmware, utilizzando un cavo USB o via Wi-Fi, a seconda del modello.
I robot più moderni della compagnia hanno batterie agli ioni di litio, mentre i più vecchi hanno batterie al nickel (NiMh).

### Modelli
I 19 modelli di robot di Neato sono raggruppati in 3 categorie: la serie XV, Botvac, e Botvac Connected.
La serie XV sono i modelli vecchi di Neato, con vari numeri di modelli e di colori. Ci sono sei versioni: l'originale XC-11 (verde), il XV-12 (bianco, XV-15 in europa), XV-18 (nero, aka. XV Signature), e XV-21 (viola, XV-25 in europa).
La linea Botvac invece ha 8 modelli con finiture bianche e diversi colori a seconda del modello. I modelli Botvac originari erano 70e, 75, 80 e 85, e il Botvac 65 disegnato per Costco. La serie nuova Botvac D è più potente e include una spazzola a spirale. I modelli sono D75, D80 e D85.
La linea più recente della compagnia è la Botvac Connected, che include connettività Wi-Fi, una app per cellulari e batterie agli ioni di litio. I modelli sono D3, D4, D5, D6 e D7. Recentemente sono stati lanciati altri robot chiamati D8, D9 e D10 che sono sempre della linea Botvac Connected anche se sviluppati su una piattaforma hardware rinnovata e con un'app per cellulari nuova che infatti non supporta più i modelli precedenti.

## Dipendenti
Nel 2020, la compagnia ha circa 130 dipendenti. La sua sede è a San Jose, CA.